# Mount Tuck
Mount Tuck är ett berg i Antarktis. Det ligger i Västantarktis. Chile gör anspråk på området. Toppen på Mount Tuck är 3 560 meter över havet.
Terrängen runt Mount Tuck är bergig åt nordost, men åt sydväst är den kuperad. Trakten är obefolkad. Det finns inga samhällen i närheten. 